# Leonid Nikolajevič Aleksejev
Leonid Nikolajevič Aleksejev (rusko Леонид Николаевич Алексеев), sovjetski general, * 13. december 1902, † 25. december 1988.

## Življenje
Med letoma 1937 in 1939 je bil poveljnik artilerije 66. strelske divizije, nato pa je bil višji inštruktor na Naprednem artilerijskem tečaju za poveljnike (1939–40), poveljnik artilerije 162. strelske divizije (1940–41), poveljnik artilerije 34. strelskega korpusa (1941), poveljnik artilerije 127. strelske divizije (1941), namestnik poveljnika 2. gardne strelske divizije (1941–42), poveljnik 5. lovske divizije (1942), poveljnik 248. strelske divizije (1942), pomočnik poveljnika artilerije 5. udarne armade (1943), poveljnik 2. gardne artilerijske divizije (1943–45) in poveljnik 5. artilerijskega korpusa (1945–47).
Po vojni je bil poveljnik 9. artilerijskega korpusa (1947–49), pomočnik poveljnika artilerije Sovjetskih okupacijskih sil v Nemčiji (1949), predavatelj na Vojaški akademiji Vyščej (1949–57), višji vojaški svetovalec pri Artilerijski akademiji Ljudske osvobodilne vojske (1957–59).